# 에가와 유미
에가와 유미(일본어: 江川有未, 1981년 11월 27일 ~ )는 일본의 여자 배우다.